# Im Todesgriff der roten Maske
Im Todesgriff der roten Maske (Originaltitel: The Oblong Box) ist ein britischer Horrorfilm aus dem Jahre 1969.
Während eines Afrika-Aufenthaltes wird bei einem Stammesritual das Gesicht von Sir Edward Markham verunstaltet. Zurück in England, hält ihn sein Bruder Sir Julian Markham in Ketten gefangen, um seinen verunstalteten Bruder von der Öffentlichkeit abzuschotten. Ein Fluchtversuch misslingt, mit der Folge, dass Edward lebendigen Leibes begraben wird. Dank Leichendieben wird Edwards Sarg geborgen. Edward beginnt nun, sein Gesicht hinter einer roten Maske versteckend, seinen Vergeltungsfeldzug, um die ihm zugefügte Schmach zu rächen.

## Handlung
Der Hintergrund der Filmhandlung wird dem Zuseher in einer Sequenz gleich zu Beginn des Filmes ansatzweise, letztendlich erklärend erst zum Schluss des Filmes vermittelt. Während eines Afrika-Aufenthaltes wird Sir Edward Markham von den Eingeborenen beschuldigt, den Tod eines Kindes verursacht zu haben. Die Verantwortung an diesem Reitunfall mit Todesfolge lag jedoch bei seinem Bruder Sir Julian Markham. Da die Eingeborenen die beiden Brüder nicht unterscheiden konnten, wurde der unschuldige Edward während eines Stammesrituals brutal gefoltert, in dessen Verlauf auch sein Gesicht durch ein Gift und Magie verunstaltet wurde.
Wieder zurück in England wird Edward von seinem Bruder Julian in einem Zimmer eingesperrt und an Ketten gefesselt gefangen gehalten. Für Julian gilt sein Bruder Edward als unzurechenbar und an einer schweren gefährlichen Krankheit leidend, so dass er völlig von der Außenwelt abgeschottet werden muss. Neben Julian haben nur der Hausbutler Ruddock und der Anwalt Samuel Trench Zugang ins Zimmer von Edward.
Der Anwalt Trench, vom Schicksal Edwards angetan, missbraucht dabei das Vertrauen von Julian und heckt mit zwei Helfern, dem jungen Mark Norton und dem afrikanischen Medizinmann N’Galo, einen Fluchtplan für Edward aus. Der Plan sieht vor, dass Edward durch ein eingenommenes Gift in einen Tiefschlaf verfällt, so dass sein Bruder Julian ihn für tot hält. Der Befreiungsplan sah jedoch nicht vor, dass Julian für seinen Bruder Edward ein standesgemäßes Begräbnis veranlasst. So hat Trench keine Möglichkeit, an die in einem zugenagelten Sarg und in einem abgeschlossenen Raum ruhende „lebende Leiche“ heranzukommen. Um das Ansehen der Familie zu wahren, wird Trench von Julian sogar erpresserisch genötigt, für die Totenwache eine „guterhaltene“ Ersatzleiche aufzutreiben (im Film muss dafür Tom Hacket sein Leben lassen). In seinem Sarg eingeschlossen, wird nach den Trauerfeierlichkeiten der „Scheintote“ Edward lebendig begraben.
Der Zufall will es, dass der Grabschänder Weller mit zwei Gehilfen in der folgenden Nacht den Sarg mit der Leiche von Edward ausgräbt, um diese dem Arzt Dr. Newhartt für seine medizinischen Experimente zu verkaufen. Nachdem sich Dr. Newhartt vom ersten Schock über den Erhalt einer „lebenden“ Leiche erholt hat, gewährt er der „Leiche“ Gastrecht in seinem Hause.
Sein verunstaltetes Gesicht immer unter einer roten Maske verborgen haltend, beginnt nun Edward jeweils des Nachts seinen Rachefeldzug gegen all jene, die ihn verraten und verlassen haben. Als erstes Opfer wird Mark Norton während einer Kutschenfahrt vom Edward abgefangen und ermordet.
Auf seinem Landsitz fühlt sich Sir Julian Markham nach dem Tod seines Bruders Edward vom schlechten Gewissen befreit, welches durch das Schicksal seines Bruders und seiner Mitschuld all die Zeit auf ihm lastete. Er gibt sich wieder als Gastgeber eines Festes, die zwischenzeitlich kriselnde Beziehung zu seiner angehenden Ehefrau Elisabeth wendet sich wieder ins Gute. Noch ahnt keiner der geladenen Gäste, dass es sich beim Phantom mit der roten Maske draußen am Fenster, welches der Gastgeberin Elisabeth einen gehörigen Schrecken einjagte, um den lebenden Edward handelte.
Anfänglich zeigt sich Edward noch sehr einfühlsam und fühlt sich zu Sally, der Dienstmagd von Dr. Newhartt, hingezogen, ein Flirt, welche diese jedoch mit der fristlosen Entlassung bezahlen muss. Auf der Suche nach Sally gerät Edward in ein Bordell, was nach dem Liebesdienst sowohl für die Prostituierte Heidi wie auch für ihren Zuhälter tödlich endete, nachdem diese von ihrem „vermögenden“ Freier vergeblich versuchte, etwas mehr als üblich für den Liebesdienst abzuknüpfen. Da Edward im Bordell jedoch den ausgeliehenen Mantel von Dr. Newhartt liegen ließ, gelingt es dem Kriminalbeamten Hathorne, den Besitzer des Mantels ausfindig zu machen.
Bei seinem Freund, dem Kunstmaler Joshua Kemp, entdeckt Julian Markham eine Skizze, auf welcher Kemp das Bildnis einer im Fluss angeschwemmten Leiche porträtierte. Markham erkennt sofort, dass es sich bei der unbekannte Leiche um jene Person handelt, welche bei der Totenwache als sein verstorbener Bruder ausgegeben wurde. Julian Markham begibt sich folgend zum Anwalt Trench, um sich über die ungenügende Leichenbeseitigung zu beschweren. Noch viel schlimmer wirkt auf Markham jedoch das Geständnis von Trench, dass als Folge des misslungenen Befreiungsversuchs sein Bruder „lebendigen Leibes“ begraben wurde.
In der folgenden Nacht begibt sich auch Edward zur Wohnung von Trench und überrascht ihn beim Liebesspiel mit seiner Ehefrau. Vergeblich versucht Trench, vom Anblick des noch lebenden Edward völlig überrascht, ihm glaubhaft darzulegen, dass es nicht beabsichtigt war, ihn im Sarg eingesperrt seinem Schicksal überlassen; versteckt hinter seiner roten Maske schneidet Edward seinem einstigen Fluchthelfer die Kehle durch. Vorher erfährt Edward jedoch von Trench den Aufenthalt von N’Galo, welcher, so die Abmachung, ihm mit Magie sein „Gesicht“ zurückgeben kann. Die Behandlung bei N’Galo zeigt jedoch keinen Erfolg, was Edward gegenüber N’Galo entsprechend zu erkennen gibt und ihm im Zweikampf eine heiße Flüssigkeit ans Gesicht wirft.
Durch die Dienstmagd Sally, welche nach der Entlassung bei Dr. Newhartt im Hause Markham eine neue Anstellung fand, erfährt Julian Markham, dass der in der Zeitung gesuchte „Mann mit der roten Maske“ sich bei Dr. Newhartt aufgehalten hatte. Umgehend begibt sich Julian zu Dr. Newhartt, mit dem leisen Verdacht, dass es sich beim „Phantom“ um seinen Bruder handeln könnte.
Nachdem sich Edward beim Kampf mit N’Galo an der Brust verletzte, verlangt er von Dr. Newhartt ärztliche Pflege. Als er vom Doktor zum Trinken eines „Medikamentes“ aufgefordert wird, ahnt er aber, dass es sich hierbei um ein tödliches Gift handelt; mit einem Messer schneidet er dem Arzt kurzerhand die Kehle durch. Als Julian Markham bei Dr. Newhartt eintrifft, liegt dieser im Sterben, durch seine letzten Worte bekommt nun aber Julian Markham die Gewissheit, dass sein Bruder noch lebt.
Sowohl Edward wie auch Julian begeben sich nacheinander zum Landsitz der Familie. Als Edward eintrifft, nimmt er die Magd Sally als Geisel und begibt sich mit ihr hinaus in die Parkanlage. Geführt von ihren Schreien folgt ihnen auch Julian mit einem Gewehr bewaffnet. Es kommt zum Aufeinandertreffen der beiden Brüder, bei welchem Edward durch zwei von Julian abgegebene Schüsse zu Boden fällt. Tödlich verletzt, will er seinem Bruder die Hand reichen. Was dieser als Versöhnung ansieht, wird zum letzten Racheakt von Edward, indem er Julian in die Hand beißt, ihm somit sein im Körper befindliches Gift weitergibt.
In der Schlussszene findet Elisabeth ihren Mann Julian im ehemaligen Zimmer von Edward. Julian teilt ihr mit, dass dies nun sein Zimmer sei, und als er sich zu seiner Ehefrau umdreht, erkennt sie sein entstelltes Gesicht.

## Sonstiges
- Der eigentlich als Regisseur vorgesehene Michael Reeves wurde noch während der Vorbereitungen für die Dreharbeiten durch Gordon Hessler ersetzt. Als Grund wurden "mentale Probleme"[1] von Reeves genannt, der wenige Wochen später, am 11. Februar 1969, durch eine Medikamentenüberdosierung ums Leben kam.

- Der Drehbuchautor Lawrence Huntington verstarb am 29. November 1968, wenige Tage nach Drehbeginn.

- Im Filmvorspann wird als Romanvorlage auf die von Edgar Allan Poe im Jahr 1846 geschriebene Kurzgeschichte The Oblong Box hingewiesen. Die Filmhandlung hat jedoch inhaltlich keinen Bezug zur erwähnten Romanvorlage.[2]

- Produziert wurde der Film in den Shepperton Studios in England vom US-amerikanischen Filmproduktions-Unternehmen American International Pictures (American International Productions England Limited).[3]

- Die Schreibweise des im Film (gemäß Filmabspann) genannten Dr. Newhartt wird bei externen Filmbeschreibungen unterschiedlich geschrieben, so z. B. mit Dr. J. Neuhart auf Internet Movie Database.

- Der deutsche Kinostart erfolgte am 6. Februar 1970 durch den Constantin Film Verleih in einer im Vergleich zur Originalfassung um sechs Minuten gekürzten Fassung.[4]

- Die deutsche Video-Erstveröffentlichung (1986) erschien unter dem alternativen Filmtitel Der Fluch des Dämon; spätere Videoveröffentlichungen erfolgten auch unter dem Titel Die Todesmaske.[5]

## DVD-Fassung
Die deutschsprachige Film-DVD wurde am 16. Oktober 2003 durch die e-m-s new media AG veröffentlicht. Da die ursprünglich synchronisierte deutsche Kinofassung gegenüber der englischen Originalfassung gekürzt wurde, wurden auf der DVD die bisher fehlenden Szenen im (englischen) Originalton mit deutschen Untertiteln eingefügt.
Als Bonusmaterial enthält die DVD den deutschen (3:11) sowie englischen (1:52) Kinotrailer, den deutschen Videovorspann (3:31), eine Slideshow (6:00), ein Interview mit Uta Levka (16:35), Biografien bzw. Filmografien (Texttafeln) zu Vincent Price (13 Tafeln), Christopher Lee (4) und Uta Levka (2) sowie drei Werbetrailers zu anderen Filmen.

## Filmkritik
- „Eine wirre Geschichte mit zahlreichen Leichen, knarrenden Türen, schreienden Käuzchen, nicht vorhandener Spannung.“, urteilt Ronald M. Hahn,[7] und das Lexikon des internationalen Films ordnet ein: „Einer der zahlreichen Horrorfilme aus den 60er Jahren, die ihre Motive bei E.A. Poe suchten; reichlich verworren und eher blutrünstig als stimmungsvoll.“[4] Auch der Evangelische Film-Beobachter hält nicht viel von dem Streifen, vermag ihm aber trotzdem auch ein paar positive Aspekte abzugewinnen: „Keine Sensationshorrorkiste mit Bildexzessen, sondern eine zumindest logisch aufgebaute, gediegen gemachte und gespielte, manchmal fast etwas zu lahme Konfektionsgruselküche für den Sofortgebrauch. Tauglich für Liebhaber ohne Sonderwünsche.“[8]

- Die Internet-Plattform Sense of View nimmt Bezug auf frühere Poe-Verfilmungen von Roger Corman und bemängelt, dass man schmerzlich die typischen und liebgewonnen Elemente dieser Filme vermisse, es dem Film an der atmosphärischen Dichte fehle.[9]